# Brčve
Brčve (cyr. Брчве) – wieś w Czarnogórze, w gminie Bijelo Polje. W 2011 roku liczyła 40 mieszkańców.